# 칼 베츠

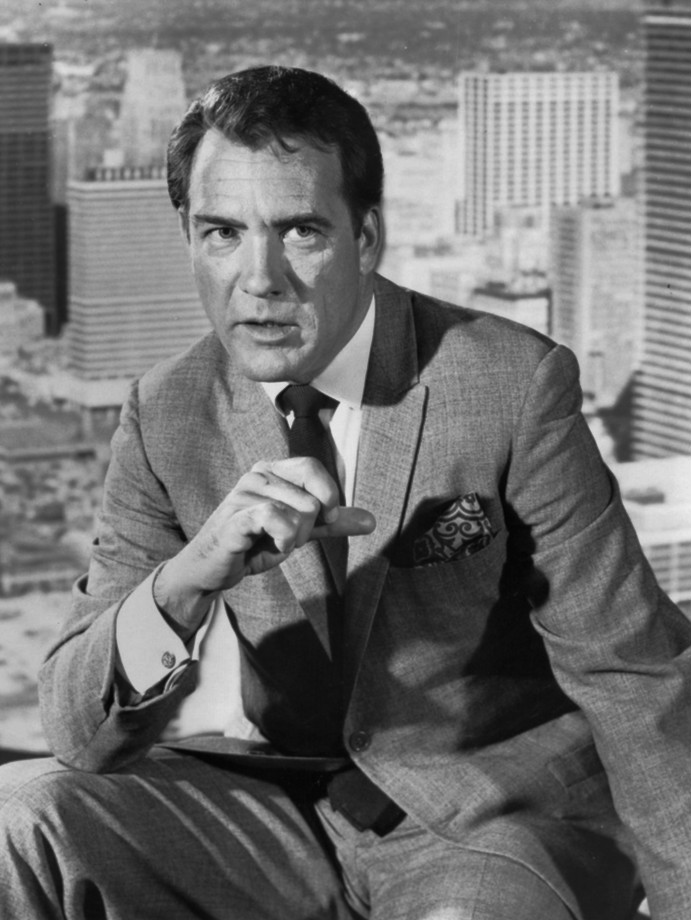

칼 베츠(Carl Betz, 1921년 3월 9일 ~ 1978년 1월 18일)는 미국의 배우, 디스크 자키, 텔레비전 배우, 연극 배우, 영화배우이다.
피츠버그에서 태어났으며 로스앤젤레스에서 사망하였다. 사인은 폐암이다.

## 방송
- 도나 리드 쇼

## 영화
- 스핀아웃 (1966년)
- 제5전선 (1966년)
- FBI (1965년)
- 도나 리드 쇼 (1958년)
- 디즈니랜드 (1954년) - 윌 맥도널드 역
- 위험한 횡단 (1953년)
- 대통령의 여인 (1953년)
- 오 헨리 단편집 (1952년)